# Schuylkill megye
Schuylkill megye az Amerikai Egyesült Államokban, azon belül Pennsylvania államban található. Megyeszékhelye és legnagyobb városa Pottsville. Lakosainak száma 143 049 fő (2020. április 1.). Schuylkill megye Luzerne, Columbia, Northumberland, Dauphin, Lebanon, Berks, Lehigh és Carbon megyékkel határos.

## Népesség
A megye népességének változása:
| Lakosok száma | 148 232 | 147 618 | 147 372 | 146 920 | 144 590 | 143 049 |
|               | 2010    | 2011    | 2012    | 2013    | 2015    | 2020    |